# Joachim Marx
Joachim Jerzy Marx (Gleiwitz, 1944. augusztus 31. –) olimpiai bajnok lengyel labdarúgó, csatár, edző.

## Pályafutása

### Klubcsapatban
A GKS Sośnica korosztályos csapatában kezdte a labdarúgást. 1959 és 1963 között a Piast Gliwice, 1963 és 1969 között a Gwardia Warszawa labdarúgója volt. 1969 és 1975 között a Ruch Chorzów csapatában szerepelt, ahol két bajnoki és egy lengyelkupa-győzelmet ért el az együttessel. 1975 és 1982 között Franciaországban játszott. 1975 és 1979 között a Lens, 1979 és 1982 között a másodosztályú Noeux-lès-Mines játékosa volt.

### A válogatottban
1966 és 1975 között 23 alkalommal szerepelt a lengyel válogatottban és tíz gólt szerzett. Tagja volt az 1972-es müncheni olimpiai játékokon aranyérmet nyert csapatnak.

### Edzőként
1985 és 1988 között a Lens, 1988 és 1990 között a  La Roche, 1991–92-ben a Châteauroux vezetőedzője volt.

## Sikerei, díjai
Lengyelország
- Olimpiai játékok
  - aranyérmes: 1972, München

 Ruch Chorzów
- Lengyel bajnokság
  - bajnok (2): 1973–74, 1974–75
- Lengyel kupa
  - győztes: 1974